# Live! (Fela Kuti-album)
Az 1971-es Live! Fela Kuti koncertlemeze, amit kísérőzenekarával, az Africa '70-vel vett fel, mely Ginger Baker dobossal egészült ki.
Baker és Kuti egy Land Roverrel járták Afrikát, hogy többet megtudjanak a kontinens ritmusairól. A bónuszdalon 16  egyperces duett hallható Bakerrel és az Africa '70 dobosával, Tony Allennel. A felvétel az 1978-as berlini dzsesszfesztiválon készültek.
Az album szerepel az 1001 lemez, amit hallanod kell, mielőtt meghalsz című könyvben.

## Az album dalai
|    | Cím                                | Szerző(k) | Hossz |
| -- | ---------------------------------- | --------- | ----- |
| 1. | Let's Start                        | Fela Kuti | 8:06  |
| 2. | Black Man's Cry                    | Kuti      | 12:12 |
| 3. | Ye Ye De Smell                     | Kuti      | 13:55 |
| 4. | Egbe Mi O (Carry Me I Want to Die) | Kuti      | 12:37 |

| 1. | Ginger Baker and Tony Allen Drum Solo (1978-as felvétel) | Kuti, Ginger Baker, Tony Allen | 16:21 |

## Közreműködők
- Fela Kuti – Hammond orgona, ütőhangszerek, ének
- Ginger Baker – dob, ütőhangszerek, afrikai dobok, kongák, vokál
- Tunde Williams – trombita
- Eddie Faychum – trombita
- Igo Chiko – tenorszaxofon
- Lenkan Animashaun – baritonszaxofon
- Peter Animashaun – gitár
- Maurice Ekpo – nagybőgő, elektromos basszusgitár
- Tony Allen – dob, ütőhangszerek
- Henry Koffi – ütőhangszerek
- Friday Jumbo – ütőhangszerek
- Akwesi Korranting – ütőhangszerek
- Tony Abayomi – ütőhangszerek
- Isaac Olaleye – ütőhangszerek

## Fordítás
Ez a szócikk részben vagy egészben a Live! (Fela Kuti album) című angol Wikipédia-szócikk ezen változatának fordításán alapul.  Az eredeti cikk szerkesztőit annak laptörténete sorolja fel. Ez a jelzés csupán a megfogalmazás eredetét és a szerzői jogokat jelzi, nem szolgál a cikkben szereplő információk forrásmegjelöléseként.